# Radio Tokpa
Radio Tokpa une station de radio privée généraliste béninoise, créée le 31 juillet 1999 à Cotonou. Elle émet sur la fréquence 104.3 FM.

## Historique
Créée le 31 juillet 1999, Radio Tokpa est implantée en plein cœur du marché international de Dantokpa. Fondée par Guy Kpakpo et son frère Alain Kpakpo,, Radio Tokpa diffuse ses émissions en français et dans les langues locales telles que le Fon, le Yoruba, le Goun, le Mina, le Aizo, le Adja et le Dendi.

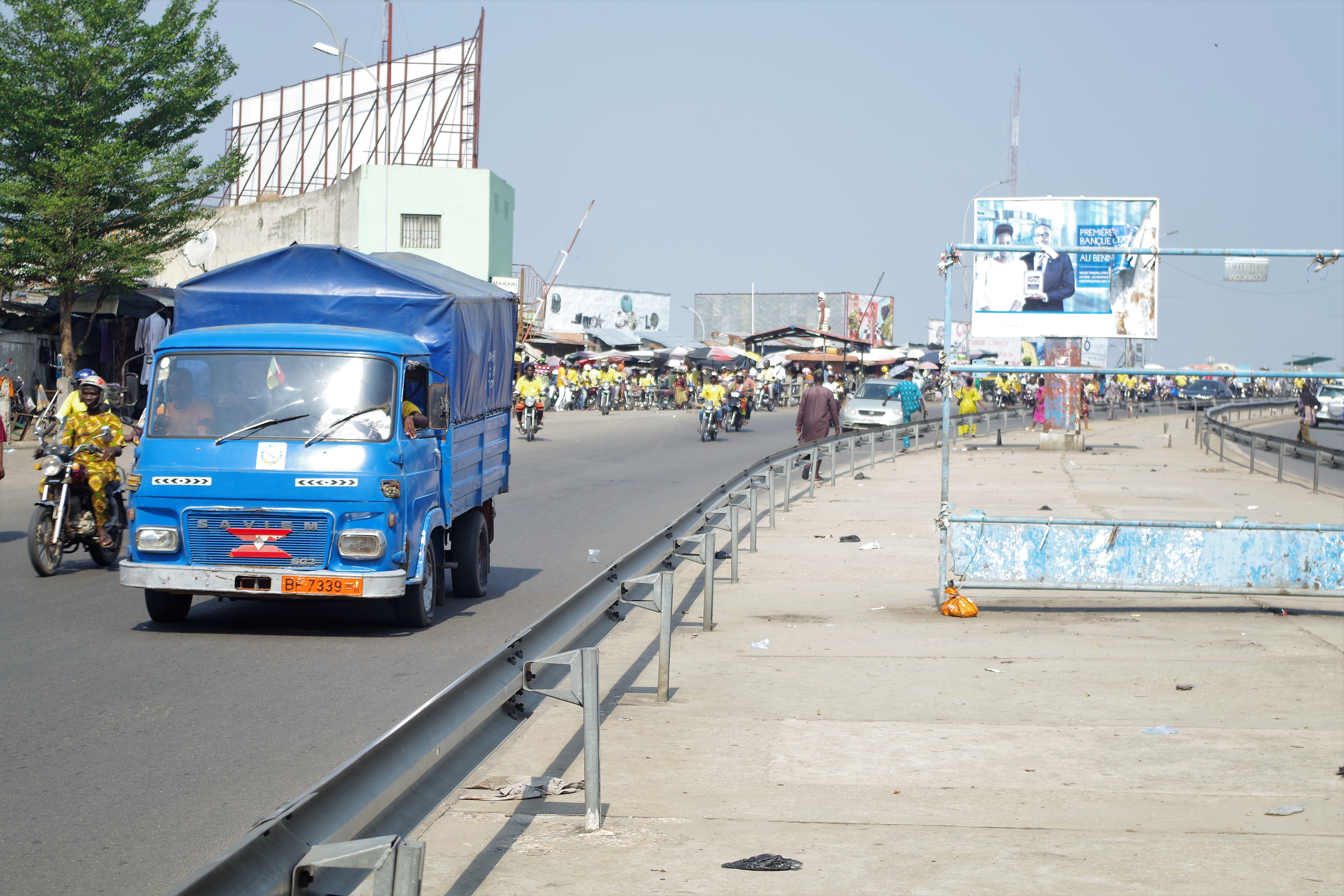
Minibus sur le pont du marché dantokpa à Cotonou Bénin

## Portée
A sa création, la station était exclusivement captable à Cotonou et dans les environs. Grâce à internet, la radio a aujourd'hui une portée beaucoup plus large,,. Les émissions de Radio Tokpa commencent tous les jours à cinq heures cinquante cinq (05:55) du matin et prennent généralement fin à deux heures 02:00) du soir.

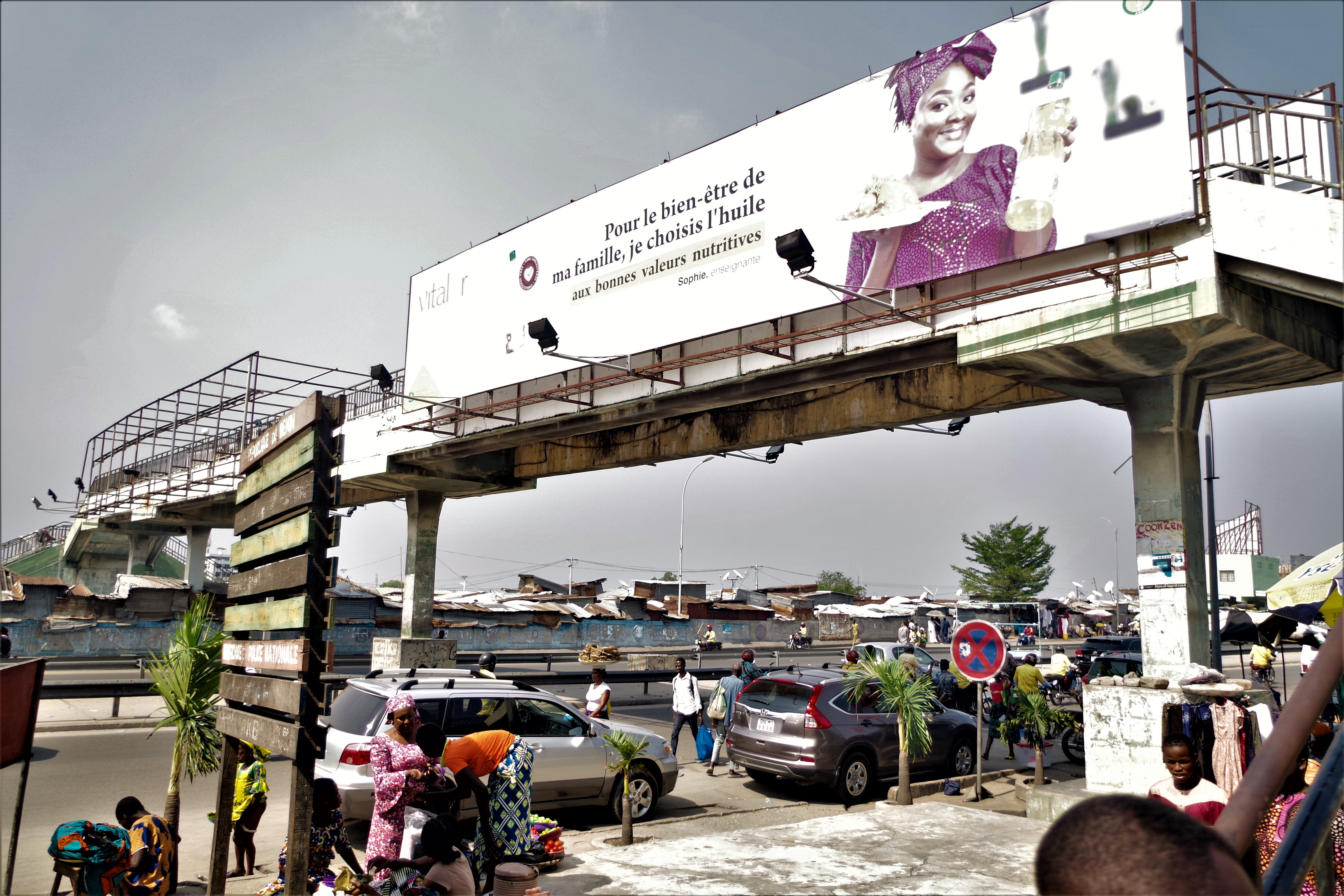
Passerelle du marché dantokpa à Cotonou Bénin